# Malawiweber

Weibchen, Illustration von Grönvold

Der Malawiweber  oder Bertrand-Weber (Ploceus bertrandi, Syn.: Hyphantornis bertrandi, Hyphantornis nyasae, Ploceus fülleborni, Ploceus nyasae) zählt innerhalb der Familie der Webervögel (Ploceidae) zur Gattung der Ammerweber (Ploceus).
Der lateinische Artzusatz bezieht sich auf Bertram Lutley Sclater, den Sohn des Ornithologen Philip Lutley Sclater.
Der Vogel kommt in Afrika in Malawi, Mosambik, Sambia und Tansania vor.
Das Verbreitungsgebiet umfasst offene baumbestandene Lebensräume, Dickichte an Flussläufen, Miombo, Waldränder von 900 bis 1800 m Höhe.

## Merkmale
Die Art ist 15 cm groß und wiegt zwischen 35 und 43 g. Das Männchen ist goldgelb auf der Stirn bis zum Scheitel mit kräftigem Orangegelb vorne und einer schwarzen Binde hinten. Die schwarze Gesichtsmaske reicht bis zur Kehle. Die Iris ist blassgelb. Oberseite, Sterz und Schwanz sind grün, Flügeldecken dunkler mit grünen Rändern. Das Weibchen hat einen fast ganz schwarzen Kopf. Jungvögel sehen wie Weibchen aus, der Kopf ist aber gefleckt schwärzlich-grün.
Die Art ist monotypisch.

## Stimme
Der Gesang des Männchens wird als anfänglich quieckend gefolgt von Klicktönen, aber auch kanarienartige Schnörkel und katzenartige Laute beschrieben. Der Kontaktruf ist ein wiederholtes „zwink zwink“.

## Lebensweise
Die Nahrung besteht hauptsächlich aus Insekten, die zu zweit oder in kleinen Gruppen von den Blättern aufgelesen werden, und aus Nektar.
Die Brutzeit liegt im April in Tansania, zwischen November und Dezember in Sambia und zwischen August und April in Malawi. Die Art ist monogam und brütet einzeln. Das Gelege besteht aus 2 dunkelgrünen, kräftig rotbraun gefleckten Eiern. Die Jungvögel werden von beiden Elternvögeln versorgt.

## Gefährdungssituation
Der Bestand gilt als nicht gefährdet (Least Concern).